# Джеймі Гарні
Джеймі Гарні (англ. Jamie Harney, 4 березня 1996, Пламбрідж, Північна Ірландія) — північноірландський футболіст, захисник клубу «Кліфтонвілл». Вихованець юнацької акадеії «Вест Гем Юнайтед». Грає на позиції центрального захисника але також може виконувати роль правого захисника.

## Клубна кар'єра
Вихованець юнацьких команд «Мейден Сіті» з Лондондеррі та «Вест Гем Юнайтед». З останнім Джеймі уклав свій перший контракт. Не закріпившись в «основі» на правах оренди перейшов до «Колчестер Юнайтед». У складі «Колчестер Юнайтед» дебютував 28 жовтня 2014 року в матчі якому його команда зазнала нищівної поразки 6–0.
28 січня 2015 року Гарні уклав з «Колчестер Юнайтед» повноцінний контракт до літа 2016 року.
5 березня 2016 року зіграв першу гру з стартових хвилин проти «Порт Вейл», в якому поступились 0–2. Згодом йому запропонували нову угоду. 6 липня 2016 року сторони підписали однорічний контракт.
Його контракт було розірвано за взаємною згодою 9 вересня 2016 року.
У травні 2017 року було оголошено, що після перерви в грі Джеймі підписав контракт з клубом Прем'єршип «Кліфтонвілл» на умовах безкоштовного трансферу.

## На рівні збірних
З 2012 по 2014 роки захищав кольори юнацьких збірних Північної Ірландії U-16, U-17, U-19, U-20 та молодіжної.

## Титули і досягнення
- Володар Кубка північноірландської ліги (1):

«Кліфтонвілл»: 2021-22